# Boday Ferenc
Boday Ferenc, Bodai (Budapest, 1940. január 25. – Pécs, 2012. április 23.) 17-szeres ifjúsági válogatott, magyar bajnok labdarúgó, sportvezető.

## Pályafutása

### Játékosként
1958 és 1961 között a Vasas labdarúgója volt. Tagja volt 1960–61-es bajnokcsapatnak. Súlyos térdsérülést szenvedett és felépülése után már nem fért be a Vasas csapatába. Először kölcsönadták a Csepelnek, majd félév múlva a Debreceni VSC-hez igazolt. Itt 1964-ig szerepelt, amikor a Loki búcsúzott az első osztályból. 1965 és 1972 között a Komlói Bányász labdarúgója volt.

### Sportvezetőként
1977 és 1989 között a Komlói Bányásznál sportvezetőként tevékenykedett. 1979-ig labdarúgó szakosztályvezető, majd 1983-tól szakosztály-igazgató volt. 1989 és 1998 között a Magyar Labdarúgó-szövetség 18 tagú elnökségének tagja volt. Egy időben az NB II-es Liga elnökhelyetteseként tevékenykedett.
Labdarúgó pályafutása befejeztével az ÁFOR-nál helyezkedik el, és egészen nyugdíjazásáig a komlói MOL töltőállomás vezetője volt.

## Sikerei, díjai
- Magyar bajnokság
  - bajnok: 1960–61